# Maďarský ohař krátkosrstý
Maďarský ohař krátkosrstý (maďarsky Rövidszőrű magyar vizsla, anglicky Hungarian Short-haired Pointing Dog) je blízkým příbuzným maďarského ohaře drátosrstého. Je znám pod jménem Vizsla nebo se mu také přezdívá „krátkosrstý maďar“ nebo jen „maďarský ohař“, což je vlastně nesprávně, protože je to označení pro více typů psů. Je to všestranně využitelný a bystrý pes.

## Historie
Jak jeho název vypovídá, byl vyšlechtěn v Maďarsku, a to jako lovecký pes – ohař. Stalo se tak asi ve 14. století, kdy se o tomto plemeni objevily první zmínky. Podle jiných zdrojů jim podobní psi existovali ve střední Evropě již ve středověku a byli používáni především pro lov.
Vyšlechtěn byl neúmyslně, nevedou se tedy žádné záznamy o tomto šlechtění. Pochází od východoevropských honičů, přivezených do Karpatské kotliny kočujícími kmeny Maďarů v 9. století, kteří se později křížili s místními psy – tak vznikl maďarský ohař krátkosrstý.
Moderní chov s vedením záznamů začal v roce 1920, a díky němu byl v roce 1936 maďarský krátkosrstý ohař uznán FCI jako samostatné plemeno.
Ve 30. letech 20. století byl zkřížením s německým drátosrstým ohařem získán maďarský ohař drátosrstý.
2014: V České republice se vyskytuje velmi hojně, mnohem více než maďarský ohař drátosrstý. Oblíbený je ale po celém světě, i v USA a Kanadě. K původnímu využití – k lovu – se stále používá, avšak uvidíme ho i jako společníka.

## Vzhled
Středně velký elegantní lovecký pes ušlechtilého vzhledu s krátkou žemlově zbarvenou srstí. Spíše lehká suchá stavba těla tvoří harmonii mezi krásou a sílou. Délka těla mírně překračuje kohoutkovou výšku. Hloubka hrudníku dosahuje téměř poloviny kohoutkové výšky. Čenichová partie je o něco kratší než polovina délky celé hlavy.
Hlava je suchá, ušlechtilá, s dobrými proporcemi.
Krk má středně dlouhý, dobře osvalený a mírně klenutý, bez laloku a bez límce.
Kohoutek je výrazný a svalnatý. Hřbet je pevný, rovný, dobře osvalený. Bedra jsou krátká, široká, pevná, osvalená, rovná či mírně klenutá. Přechod od hřbetu k bedrům je kompaktní a pevný. Záď je široká a dostatečně dlouhá, dobře osvalená, ne krátká, k nasazení ocasu (prutu) mírně spáditá, nesmí být sražená. Prut je u kořene silný, směrem ke konci se zužuje. Většinou se nekupíruje.
Přední končetiny má při pohledu zpředu rovné a paralelní, při pohledu ze strany jsou vertikální, silně svalnaté a dobrých kostí. Zadní končetiny jsou rovné a paralelní. Tlapy jsou lehce oválné s pevně sevřenými, dobře klenutými silnými prsty a silnými hnědými drápy. Pevné a odolné polštářky šedavého odstínu.

## Povaha
Je to veselý, přátelský a temperamentní pes, který je ale i velmi bystrý a inteligentní. Svému pánovi je velmi věrný a miluje celou svoji rodinu. Jeho výjimečná vůle a ochota držet se svým pánem kontakt během jejich společné práce, je jednou z jeho vrozených vlastností podporovanou po celé generace prací a usměrňování jeho loveckých vloh. Nesnáší hrubé zacházení a nesmí být ani agresivní, ani bázlivý. S ostatními zvířaty vychází povětšinou velmi dobře a není těžké ho socializovat s jinými psy. S dětmi vychází vcelku dobře, respektuje je, ale některé dětské hry mu mohou být nepříjemné…

## Péče
Srst nepotřebuje žádnou speciální péči, pokud zrovna nelíná, stačí 1× za týden vyčesat, v době línání česat každý den a je velmi vhodné podávat lososový nebo olivový olej. Časté mytí srsti šamponem jí tolik nevadí, ale nedoporučuje se.
Na pohyb je toto plemeno velmi náročné – nespokojí se s jednu procházkou denně! Baví ho veškerý pohyb – plavání, aportování, běh u kola, túry… Zároveň je to pes, který především potřebuje zaměstnat hlavu, pouze pohyb mu nestačí. Psovod by mu měl tedy zajistit nejen pohyb, ale i zaměstnání za pomoci výcviku, jinak bude mít sklony k agresivitě a nervozitě, která je u jedinců tohoto plemene nežádoucí.
Do drápů ani uší se nemusí příliš zasahovat, záleží samozřejmě na jedinci. Vždy je zapotřebí přistupovat k zastřihávání drápů a čištění uší individuálně dle potřeby.

## Zdraví
Průměrná délka života: 12 - 15 let
Vizsla je zdravé plemeno, které není příliš zatíženo nemocemi. Nejčastěji se objevují problémy s pohybovým aparátem. Konkrétně se jedná o dysplazii kyčelního kloubu, která se vyšetřuje i při uchovnění. Vybírejte si vždy takové štěně, které má zdravé rodiče. Jeho rodokmen zkontrolujte i do hloubky. Preventivně je možné podávat kloubní výživu, která bude klouby chránit.